# 愛知県道43号岡崎碧南線

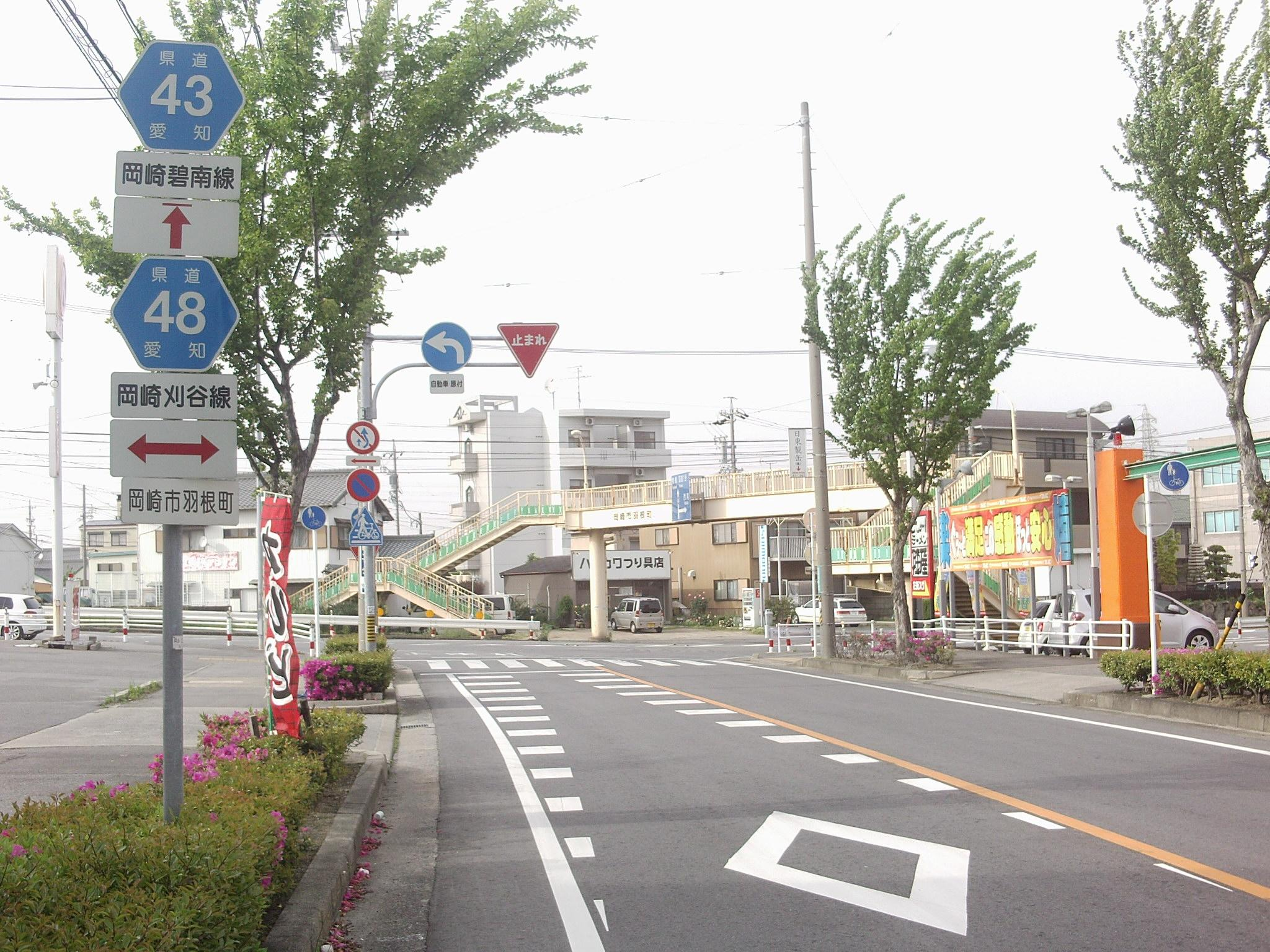
起点（岡崎市羽根町）

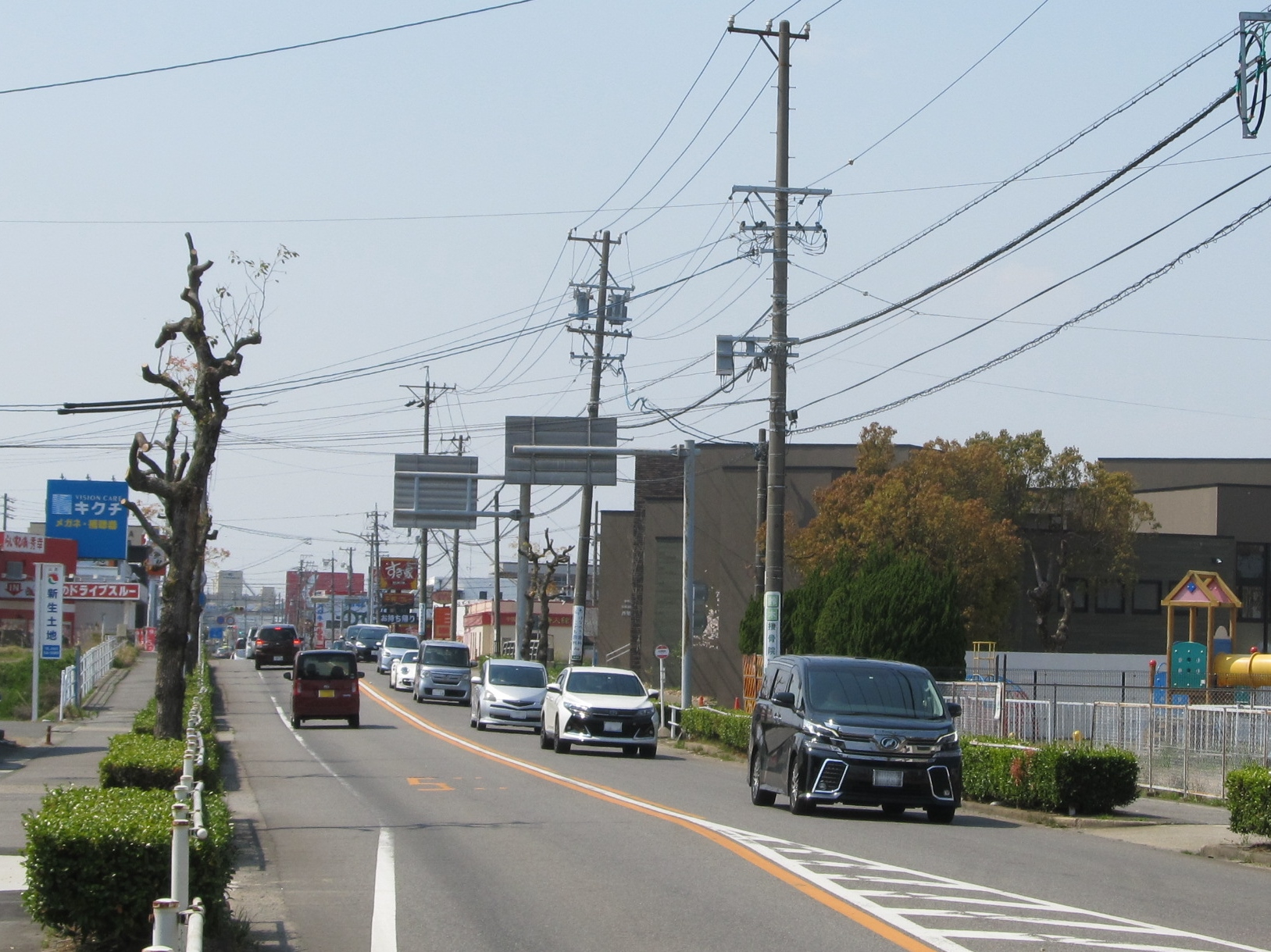
西尾市矢曽根町
矢曽根町交差点から平坂小南西交差点手前のY字路までは旧名鉄平坂支線の路盤跡を通る

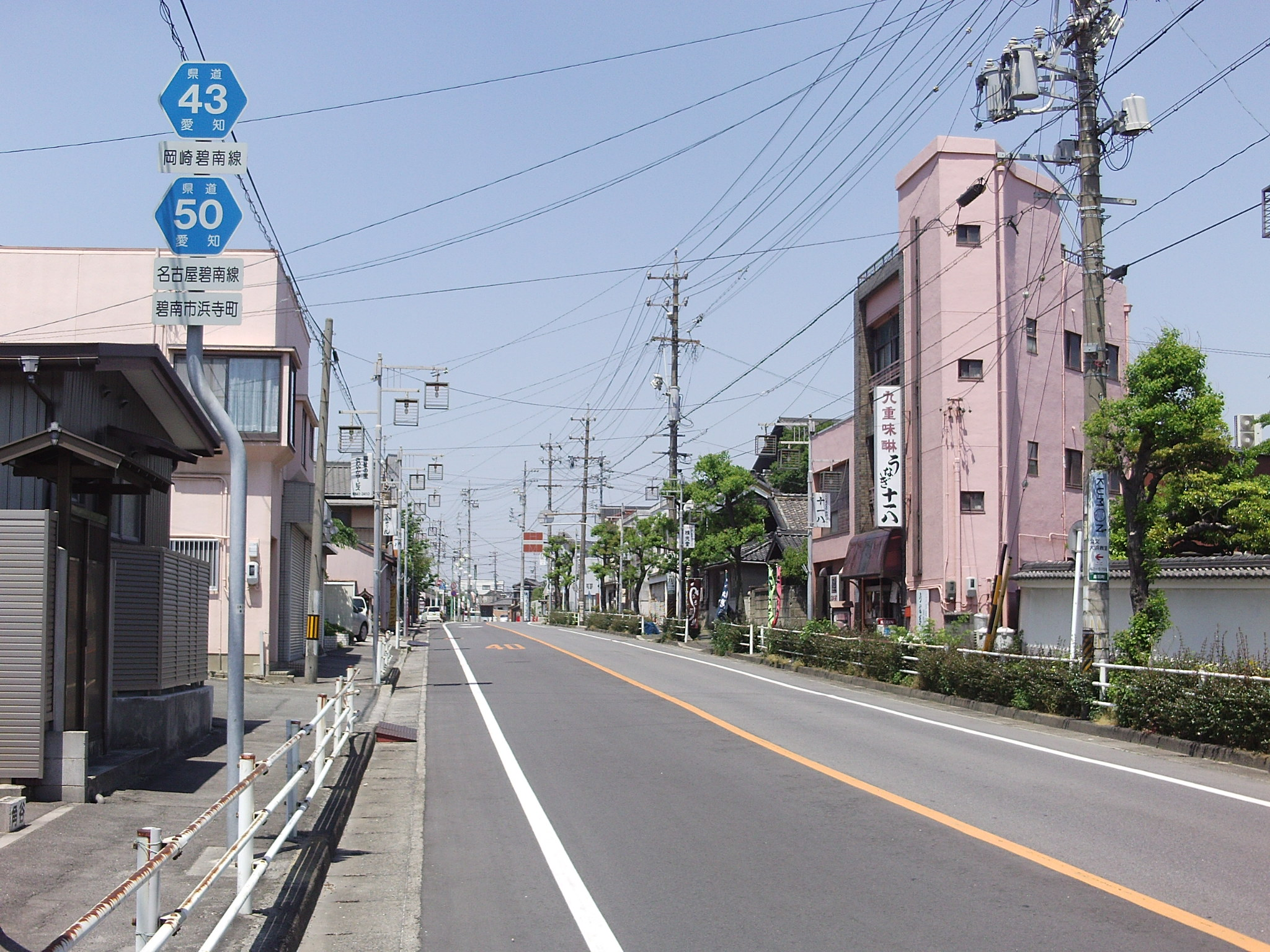
愛知県道50号名古屋碧南線との重複区間（碧南市浜寺町）

愛知県道43号岡崎碧南線（あいちけんどう43ごう おかざきへきなんせん）は、愛知県岡崎市から碧南市に至る主要地方道である。

## 概要

### 路線データ
- 起点：愛知県岡崎市羽根西3丁目（愛知県道48号岡崎刈谷線（竜南メーンロード）交点）
- 終点：愛知県碧南市道場山町4丁目（愛知県道50号名古屋碧南線・愛知県道295号道場山安城線交点）

## 沿革
- 1956年（昭和31年）4月14日：認定[1]。

## 通過する自治体
- 愛知県
  - 岡崎市
  - 西尾市
  - 碧南市

## 接続する道路
- 竜南メーンロード：愛知県道48号岡崎刈谷線（岡崎市羽根西3丁目、JR羽根ガード西交差点西方）
- 青野街道：愛知県道479号熊味岡崎線（柱町木ノ下交差点 - 柱町土取交差点で重複）
- 愛知県道327号市場福岡線（土呂通り）（福岡郵便局前交差点）
- 愛知県道78号安城幸田線（高須北交差点）
- 愛知県道325号須美福岡線（岡崎市福岡町下高須）
- 旧愛知県道481号江原幸田線（中島橋西交差点）
- 愛知県道292号幸田石井線（中島橋西交差点 - 中島町下丸ノ内交差点で重複）
- 旧愛知県道481号江原幸田線（中島町小園交差点）
- 岡崎バイパス：国道23号（江原町東交差点 - 小島IC交差点で重複）
- 愛知県道319号西尾環状線（八ツ面南交差点）
- 愛知県道12号豊田一色線（道光寺南交差点 - 矢曽根町交差点で重複）
- 愛知県道317号西尾幡豆線・愛知県道318号宮迫今川線（矢曽根町交差点）
- 愛知県道319号西尾環状線（山下町南交差点）
- 愛知県道309号刈宿住崎線（住崎南交差点）
- 愛知県道308号米津平坂線（西尾市新在家町地内）
- 平坂街道：愛知県道383号蒲郡碧南線・愛知県道303号平坂福清水線（平坂橋交差点）
- 愛知県道291号米津碧南線（棚尾橋西交差点）
- 愛知県道304号碧南高浜環状線（毘沙門交差点）
- 愛知県道50号名古屋碧南線（港橋北交差点 - 道場山町交差点で重複）
- 愛知県道295号道場山安城線（道場山町交差点）

## 別名
- 大浜通り（碧南市）
- 大浜中央通り（碧南市）
- 吉良道（岡崎市）
- 土呂西尾道（岡崎市、西尾市）
- 平坂街道（豊川市、蒲郡市、幸田町、西尾市）
- 旧国道23号（岡崎市、西尾市）